# Frédéric Roux
Frédéric Roux (* 27. Juni 1973 in Nancy) ist ein ehemaliger französischer Fußballtorwart.

## Karriere
Der französische Torhüter stammt aus der Jugendabteilung von AS Nancy, seiner Heimatstadt. Für diesen Verein bestritt er am 28. September 1996 beim Spiel gegen den SC Bastia sein Profidebüt in der Ligue 1. Bis 1999 absolvierte Roux 75 Spiele für Nancy und wurde dann für eine Saison an den Zweitligisten LB Châteauroux ausgeliehen, für die er 36-mal auflief. 2001 wechselte er zum fünffachen französischen Meister Girondins Bordeaux. Dort konnte er sich jedoch nicht gegen den ersten Torwart Ulrich Ramé durchsetzen und kam in sechs Jahren auf lediglich 19 Einsätze. 2002 gewann er mit Bordeaux den Coupe de la Ligue. 2006 wechselte Frédéric Roux zu AC Ajaccio, die in der vorangegangenen Saison in die Ligue 2 abgestiegen waren. Dort war er eine Saison Stammtorhüter, ehe er bereits im August 2007 wieder den Verein verließ. Der amtierende Meister Olympique Lyon hatte Roux ursprünglich als Ersatz für den mit einem Innenbandriss im Knie schwer verletzten Grégory Coupet verpflichtet. Auf einen Einsatz kam er bei Olympique jedoch nie. Stattdessen verlor er den Konkurrenzkampf gegen den bisherigen Ersatztorwart Rémy Vercoutre und konnte sich den Gewinn der Meisterschaft und des Pokals nur von der Ersatzbank aus ansehen. Nachdem Lyon zur Saison 2008/09 mit Hugo Lloris einen weiteren vielversprechenden Torhüter verpflichtete, verließ Roux den Verein und beendete seine Karriere.

## Erfolge
- Französischer Ligapokalsieger: 2002